# Valvipri
Valvipri (acrònim de Valenciana del Vídeo Privado) fou la primera emissora privada valenciana, que emeté entre el 17 de febrer i l'1 de juny del 1985.
En aquell moment, a tot l'Estat proliferaven les emissores privades de vídeos comunitaris, que necessitaven d’un descodificador per a veure's i emetien a la mateixa freqüència que TVE. El mateix any, es muntava a Sueca el primer repetidor de TV3 al País Valencià, que fou ràpidament clausurat.
El 25 de maig de 1985 es preveia el tancament de l'emissora, que va ser clausurada primer a les 22:40 h, tot i que va tornar a emetre uns minuts després per a tornar a ser clausurada el 26 de maig a la matinada. La pel·lícula que s'estava emetent en aquell moment va ser tallada dues vegades la mateixa nit, però Valvipri tornava a emetre al dia següent fins l'1 de juny, dia en què expirava el termini donat per la Delegació del Govern per al tancament de l'emissora.
La programació del canal estava formada per dibuixos animats i pel·lícules infantils a la vesprada i, a la nit, per una mitjana de tres pel·lícules comercials diàries en castellà comprades a videoclubs, així com cinema espanyol dels anys 70 i 80. També s'hi emetien alguns programes de producció pròpia, tot i que la intenció del director de la cadena era ampliar la producció pròpia amb el pas del temps. El canal tancava les seues emissions amb una senyera (sense franja blava) que contenia les inicials de la cadena, i amb fons musical de l'Himne de l'Exposició.
Tot i els entrebancs, Valvipri fou la primera televisió privada al País Valencià que emetia en obert i a través d'un canal distint dels de TVE. Donada la seua cobertura i el lloc des del qual emetia, la cadena arribà a tindre una audiència de més d'un milió de valencians, principalment de l'Horta de València i els voltants.
Després d'aquest experiment, se succeïren els vídeos comunitaris, però es va haver d’esperar deu anys per a tindre una altra emissora privada valenciana gratuïta, TEVA TV.